# Unelcus lineatus
Unelcus lineatus är en skalbaggsart som beskrevs av Bates 1885. Unelcus lineatus ingår i släktet Unelcus och familjen långhorningar.
Artens utbredningsområde är:
- Guatemala.
- Honduras.
- Panama.
- Venezuela.

Inga underarter finns listade i Catalogue of Life.